# Pangasinan
Koordinaten: 16° 0′ N, 120° 18′ O
Pangasinan ist eine Provinz der Philippinen in der Ilocos-Region auf der Hauptinsel Luzon. Sie wurde 1578 gegründet. Die Hauptstadt der Provinz ist Lingayen.
Derzeitiger Gouverneur von Pangasinan ist seit 2007 Amado Espino.

## Lage und Geografie
Pangasinan grenzt an die Provinzen La Union und Benguet im Norden, Nueva Vizcaya und Nueva Ecija im Osten sowie Zambales und Tarlac im Süden. Im Westen befindet sich das Südchinesische Meer.
Im Golf von Lingayen befindet sich der Hundred-Islands-Nationalpark, ein Nationalpark mit 123 kleinen Inseln.

## Bevölkerung
In Pangasinan leben 2.956.726 Menschen (Zensus 1. August 2015). Sie hat eine Fläche von 5.368 km², wodurch sich eine Bevölkerungsdichte von 551 Einwohnern pro km² ergibt.
In dem Gebiet wird neben Pangasinensisch auch Ilokano und Bolinao gesprochen. Der Anteil der beiden Völker der Pangasinans und Ilokanos ist etwa gleich groß.

## Städte und Stadtgemeinden
Pangasinan ist in 4 Städte und 44 Stadtgemeinden untergliedert, die sich wiederum in 1.364 Baranggays aufteilen:

### Städte
- Alaminos
- Urdaneta
- Dagupan
- San Carlos

### Stadtgemeinden
- Agno
- Aguilar
- Alcala
- Anda
- Asingan
- Balungao
- Bani
- Basista
- Bautista
- Bayambang
- Binalonan
- Binmaley
- Bolinao
- Bugallon
- Burgos
- Calasiao
- Dasol
- Infanta
- Labrador
- Laoac
- Lingayen
- Mabini
- Malasiqui
- Manaoag
- Mangaldan
- Mangatarem
- Mapandan
- Natividad
- Pozorrubio
- Rosales
- San Fabian
- San Jacinto
- San Manuel
- San Nicolas
- San Quintin
- Santa Barbara
- Santa Maria
- Santo Tomas
- Sison
- Sual
- Tayug
- Umingan
- Urbiztondo
- Villasis

## Geschichte
Der Name Pangasinan bedeutet wörtlich übersetzt „Der Ort, wo Salz gemacht wird“. Der Name verweist auf die bereits seit langem bestehende Salzerzeugung in der Provinz.
Der spanische Conquistador Martín de Goiti kam 1571 von Pampanga nach Pangasinan. Ein Jahr später erreichte der Conquistador Juan de Salcedo auf See von Süden aus den Golf von Lingayen und landete so an der Mündung des Agno. 1611 wurde Pangasinan offiziell zur Provinz ernannt, die zu jener Zeit noch Teile anderer heutiger Provinzen umfasste, darunter Zambales, La Union und Tarlac. Lingayen wurde dadurch auch zur Provinzhauptstadt und ist es bis heute geblieben. Die Bewohner der Provinz erhoben sich mehrfach gegen die spanische Oberherrschaft, die bekanntesten Aufstände waren der Malong-Aufstand (1660–1661) und der Palaris-Aufstand (1762–1765).
Der Golf von Lingayen war ein wichtiger strategischer Punkte im Zweiten Weltkrieg. Japanische Truppen landeten unter dem Befehl des Generalleutnant Masaharu Homma in Pangasinan im Dezember 1941, nur wenige Tage nach den Angriffen auf Pearl Harbor und begannen damit die Besetzung des Landes. Erst 1945 wurde die Provinz durch amerikanische Truppen von den Japanern befreit.

## Politik
Für das Repräsentantenhaus der Philippinen verfügt die Provinz über sechs Wahlbezirke.

## Hochschulen
- Pangasinan State University
- University of Luzon